# Tània Balló Colell
Tània Balló Colell (Barcelona, 1977) és directora i productora de cinema i televisió, guionista i escriptora espanyola. És impulsora del projecte transmèdia Las Sinsombrero, juntament amb Serrana Torres i Manuel Jiménez Núñez, sobre les pensadores i artistes pertanyents a la Generació del 27.

## Trajectòria
Balló va estudiar al Centre d'Estudis Cinematogràfics de Catalunya (CECC) i va realitzar el postgrau sobre Documental, Recerca i desenvolupament de la Universitat de Nova York. En 2011, va realitzar el curs d'especialista en Història i Estètica de la Cinematografia de la Universitat de Valladolid i el Taller de Documental de Televisió Espanyola.
En 2003, amb el col·lectiu de realitzadors "Discusión 14", va signar el documental 200 km. sobre la marxa dels treballadors acomiadats de Sintel a Madrid, que va ser seleccionat pel Festival de Sant Sebastià, el Festival de Cinema d'Espanya de Tolosa de Llenguadoc, el Festival de Bogotà i el Festival Internacional de San Francisco. Dos anys després, en 2005, va treballar com a directora de producció en una altra obra col·lectiva: el llargmetratge Entre el dictador y yo, en la qual sis directors van realitzar una peça de nou minuts sobre el seu record personal de la figura del general Francisco Franco.
Com a productora, en 2012 Balló va fundar al costat de Serrana Torres Intropía Media, empresa responsable de Las Sinsombrero. Posteriorment també va fundar Nina Produccions per a desenvolupar projectes d'impacte, com el documental Milicianes sobre el batalló femení de Mallorca durant la guerra civil espanyola, en una multiplicitat de formats.
El 2013 Balló va ser productora delegada al llargmetratge argentí de ficció Infancia clandestina del director Benjamín Ávila. La pel·lícula és protagonitzada per Ernesto Alterio, Natalia Oreiro, César Troncoso, Cristina Banegas i va comptar amb la coproducció d'Espanya i Brasil. Es va estrenar al Festival de Canes en la secció Quinzena de Realitzadors, i va estar nominada als Premis Goya com a Millor Pel·lícula Hispanoamericana. Dos anys després i al costat de Serrana Torres i Manuel Jiménez-Núñez va codirigir i produir el webdoc Las Sinsombrero en col·laboració amb Televisió Espanyola. L'objectiu d'aquest projecte era recuperar, divulgar i perpetuar el llegat de les artistes oblidades de la Generació del 27 conegudes com Las Sinsombrero, i després del seu èxit, Balló va publicar en 2016 el llibre Las Sinsombrero. Sin ellas la historia no está completa editat pel Grup Planeta.
El 2016 va produir Oleg y las raras artes, amb Serrana Torres i Marta Andreu, un documental dirigit pel cineasta Andrés Duque sobre el pianista rus Oleg Karavaitxuk. El protagonista de la pel·lícula és un excèntric, sensible i prodigiós personatge que va tocar el piano per a Stalin i va compondre bandes sonores per a pel·lícules i obres de teatre. Aquest any es va estrenar en la Secció Oficial Voices del Festival Internacional de Cinema de Rotterdam als Països Baixos i va obtenir el premi a la Millor Pel·lícula en la 10a Edició del Festival Punto de Vista de Navarra. A l'any següent, en 2017, va editar al costat de l'historiador Gonzalo Berger Querido diario: hoy ha empezado la guerra, un llibre que treu a la llum els diaris escrits durant la guerra civil espanyola de la jove barcelonina Pilar Duaygües Nebot. També en 2017 va dirigir i va escriure el curtmetratge Mamáguerra que mostra la guerra civil espanyola des de la perspectiva de la maternitat recollida en el diari de Carmen Manso.
El 2018 fou comissària al costat de Gonzalo Berger de la mostra No pasarán, organitzada per l'Oficina de Drets Humans i Memòria de l'Ajuntament de Madrid i dedicada als madrilenys que es van enfrontar als franquistes quan el Govern de la Segona República va abandonar la capital en 1936.

## Filmografia
- 2003 – 200 km. Col·lectiu "Discusión 14". Co-directora.
- 2013 – Infancia clandestina. Benjamín Ávila. Productora delegada.
- 2015 – Las Sinsombrero. Tània Balló, Serrana Torres, Manuel Jiménez-Núñez. Guió, direcció, producció.
- 2016 – Oleg y las raras artes. Andrés Duque. Productora.
- 2017 – Mamáguerra. Tània Balló. Directora i guionista.
- 2018 – Las sinsombrero 2. Ocultas e impecables. Tània Balló, Serrana Torres, Manuel Jiménez-Núñez. Guió, direcció, producció.[22]
- 2021 – Las sinsombrero 3. Las exiliadas. Tània Balló, Serrana Torres, Manuel Jiménez-Núñez. Guió, direcció, producció. Música de Sheila Blanco.[23]

## Obra
- 2016 – Las Sinsombrero. Sin ellas la historia no está completa. Espasa, Grupo Planeta.
- 2017 – Querido diario: hoy ha empezado la guerra. Pilar Duaygües Nebot, Espasa. Grupo Planeta. Editat amb Gonzalo Berger.
- 2018 – Las sinsombrero 2. Ocultas e impecables. Espasa, Grupo Planeta.